# Thunderbirds
Thunderbirds is een Britse sciencefiction-supermarionationserie, gemaakt in de jaren zestig door het echtpaar Gerry Anderson en Sylvia Anderson. De muziek is van componist Barry Gray. De serie is sinds 1965 wereldwijd meerdere malen uitgezonden.
De serie draait om de organisatie International Rescue, een organisatie die als doel heeft rampen te bestrijden met geavanceerde machines en apparatuur. De serie bestaat uit 32 afleveringen van ongeveer 50 minuten en twee films: Thunderbirds Are Go en Thunderbird 6. Daarnaast verscheen in 2004 de live-actionfilm Thunderbirds.
In 2015 zijn drie nieuwe afleveringen gemaakt, wat het totaal op 35 brengt.

## Verhaal
De serie speelt zich af in de 21e eeuw. Over het precieze jaar bestaat onduidelijkheid. In het begin van de serie werd gedacht 2026, maar in de eerste film werd dit bijgesteld naar 2065. Het jaar 2026 komt voor in de laatste aflevering van de serie, Give or Take a Million, waarin een kalender Kerstmis 2026 aangeeft.
De serie volgt de avonturen van de familie Tracy, die bestaat uit de miljonair en voormalige astronaut Jeff Tracy en diens vijf zonen Scott, Virgil, Alan, Gordon en John – ieder genoemd naar een astronaut van de Mercury Seven (Scott Carpenter, Virgil Grissom, Alan Shepard, Gordon Cooper en John Glenn). De titelrol van de televisiefilm toont de vijf broers met hun Thunderbirdmachines in volgorde van (lager wordende) leeftijd: Scott, John, Virgil, Gordon en Alan.
Samen met Jeffs moeder (die in de serie alleen "oma" wordt genoemd), de wetenschapper Brains, huishouder Kyrano en diens dochter Tin-Tin wonen de Tracy's op een eiland in de Grote Oceaan. In het geheim zijn ze allemaal lid van de organisatie International Rescue, een internationaal technologisch geavanceerd reddingsteam dat overal ter wereld bij rampen komt helpen met hun machines, de Thunderbirds. International Rescue wordt bijgestaan door hun agente in Londen, Lady Penelope Creighton-Ward, en haar butler-chauffeur Aloysius "Nosey" Parker. De twee zijn een soort James Bondagenten.
Om de geheime techniek en onafhankelijkheid te waarborgen, werkt International Rescue in het diepste geheim. Wie in nood is, kan IR oproepen, via een willekeurige golflengte, maar niemand weet wie de redders zijn of waar ze vandaan komen. Tracy Island ziet eruit als een gewoon bewoond eiland, en de bewoners zien er ook gewoon uit als ze niet op reddingsactie zijn.. Alle hoog-technologische vindingen zijn verborgen in het eiland.
De meeste rampen waar de Thunderbirds op afkomen, zijn natuurrampen of het gevolg van ongelukken, maar soms is er sprake van sabotage. Een veel voorkomende tegenstander van het team is The Hood, die vaak grote rampen veroorzaakt om de Thunderbirds te lokken in de hoop hun toestellen te fotograferen en de foto's door te verkopen.

## Productie

### Idee
Gerry Anderson kwam op het idee voor de serie door een mijnramp in Duitsland. Daar raakte een aantal mijnwerkers in oktober 1963 opgesloten onder de grond. De apparatuur die nodig was om hen te redden, moest helemaal vanuit Bremen met de trein naar de plek van de ramp worden gebracht, wat acht uur zou gaan duren. Anderson volgde de reddingsactie en bedacht dat het geweldig zou zijn als er een organisatie zou bestaan die binnen een uur ter plekke kon zijn met de juiste spullen.
De naam Thunderbirds was afkomstig van zijn oudere broer die in de Verenigde Staten gevechtspiloot was en tijdens een van zijn eerste solovluchten over een luchtbasis was gevlogen die Thunderbird Field heette. Ten onrechte wordt nog weleens gedacht dat de naam afkomstig zou zijn van een Amerikaans luchtstuntteam dat The Thunderbirds heet.

### Het maken van de serie
Gerry Andersons oorspronkelijke bedoeling was om een actieserie te maken met echte acteurs. Hij kreeg echter, nadat hij zijn scripts aan verscheidene televisiestations had laten zien, steeds nul op het rekest, omdat de serie door de vele technische snufjes te veel geld zou gaan kosten. Omdat hij toch graag met de serie verder wilde, besloot hij er dan maar een poppenserie van te maken. Hij had al veel ervaring met poppenseries, waarvan de bekendste waren: Four Feather Falls, Supercar (uitgezonden door TROS-voorloper REM-eiland), Fireball XL5 en Stingray.
De marionettentechniek in Thunderbirds is veel verfijnder, waardoor het geheel er minder houterig uitziet. De aankleding van de decors en het realisme van de modellen en speciale effecten zorgden er mede voor dat de serie uiteindelijk niet alleen kinderen aansprak, maar ook hun ouders en bezorgden de serie in de loop der jaren uiteindelijk een cultstatus, die in de jaren negentig zijn hoogtepunt bereikte.
Hoewel hij nu met marionetten werkte, was de serie nog steeds een van de duurste die destijds is gemaakt. Elke scène kostte veel tijd om te maken vanwege de vele achtergronden en schaalmodellen die nodig waren. Sommige van de schaalmodellen werden door professionele modelmakers gemaakt. Daarnaast werden de schaalmodellen van de machines met verf "verouderd", waardoor ze er realistischer uitzagen. De speciale effecten op miniatuurformaat waren erg lastig, mede doordat niet alle effecten op zo'n kleine schaal realistisch zijn. Met name water en waterdruppels laten zich moeilijk reduceren tot de schaal van de modellen of poppen. Soms was de filmploeg een hele dag bezig voor 5 à 6 seconden film. De serie staat ook vandaag de dag nog bekend om de hoge kwaliteit van de miniatuureffecten. De leider, Derek Meddings, deed in deze poppenseries de ervaring op die later te pas zou komen in zijn effecten voor Superman en James Bondfilms.

### Supermarionation
Gerry Anderson hield eigenlijk helemaal niet van marionetten met hun strakke gezichten. Daarom gebruikte hij een nieuwe techniek die hij supermarionation noemde. De poppen hierin werden niet alleen met touwtjes bewogen, maar hadden ook een mechaniek in hun hoofd die de ogen en de mond perfect lieten meebewegen met de gesproken tekst.
Anderson probeerde de touwtjes zo min mogelijk op te laten vallen door ze in de kleuren van de achtergrond te verven. Dit ging in de meeste gevallen goed, maar bij veel close-upscènes zijn nog duidelijk de draden in beeld te zien.
Voor erg lastige handelingen, zoals het oppakken van een voorwerp of het indrukken van een knop, werd vaak een close-up met een echte hand gebruikt. Verder zag men de poppen zelden lopen. De piloten werden met glijbanen naar hun toestellen gebracht, en op de rampplek maakten ze vaak gebruik van hoverjets, toestellen die men zou kunnen omschrijven als vliegende bromfietsen zonder wielen.

### Stemacteurs
De stemacteurs voor de serie waren allen ervaren acteurs, van wie sommigen al langere tijd met Anderson hadden samengewerkt. David Holliday (die in het eerste seizoen de stem van Virgil deed) was de enige Amerikaan. Alle anderen waren Brits, Australisch of Canadees.
De Australische acteur Ray Barrett deed de stemmen van John Tracy en The Hood. Hij werkte al eerder met Anderson. Zo deed hij de stem van zowel Commander Shore als Titan in de serie Stingray. Hij kon zowel Amerikaanse als Australische accenten perfect imiteren. Toen Thunderbirds begon, was Barrett al een kleine beroemdheid op de Britse televisie. Hoewel normaliter Sylvia Anderson en Christine Finn de vrouwelijke (bij)personages in de serie voor hun rekening namen, deed Barrett de stem van de oudere Duchess of Royston in The Duchess Assignment, tot grote hilariteit bij de rest van de crew.
De ervaren Canadese acteur Shane Rimmer (Scott) deed naast Thunderbirds ook mee aan latere Andersonproducties, waar hij ook scenario's voor schreef. Daarnaast verscheen hij in enkele James Bondfilms.
Alle stemacteurs deden ook een aantal bijpersonages
| Acteur           | Personage                            |
| ---------------- | ------------------------------------ |
| Sylvia Anderson  | Lady Penelope Creighton-Ward         |
| Ray Barrett      | John Tracy, The Hood                 |
| Peter Dyneley    | Jeff Tracy                           |
| Christine Finn   | Tin-Tin, oma                         |
| David Graham     | Gordon Tracy, Brains, Parker, Kyrano |
| David Holliday   | Virgil Tracy (1965)                  |
| Shane Rimmer     | Scott Tracy                          |
| Jeremy Wilkin    | Virgil Tracy (1966)                  |
| Matt Zimmerman   | Alan Tracy                           |
| John Tate        | Bijpersonages                        |
| Charles Tingwell | Bijpersonages (1966)                 |
| Paul Maxwell     | Bijpersonages (1966)                 |

(Paul Maxwell, Charles Tingwell en John Tate werden niet in de aftiteling van de serie genoemd, maar Maxwell en Tingwell werden wel genoemd in de aftiteling van de films.)

##### Nederlandse stemmen
- Jeff Tracy - Jan Velzeboer
- Scott Tracy - Herman Lutgerink
- Gordon Tracy - Arnold Gelderman
- Brains - Jan Borkus
- Tin-Tin - Paula Majoor

### Muziek
Een cruciaal element van het succes van de serie was de (achtergrond)muziek, door een groot orkest onder leiding van de componist. De muziek werd gecomponeerd door Barry Gray, die de muziek voor alle series van Anderson verzorgde tot en met Space: 1999 serie 1. Zijn Thunderbirds March is een van de bekendste televisiemelodieën en is in de hele wereld geliefd bij onder andere militaire bands.
Gray schreef voor de aftiteling oorspronkelijk ook een nummer met tekst, maar dat werd nooit gebruikt. Het nummer, Flying High, dook uiteindelijk op in de aflevering Ricochet, met veranderde tekst.

## De machines
International Rescue beschikt over vijf primaire voertuigen:
Thunderbird 1Een verkenningsvliegtuig dat snelheden tot 25.000 kilometer per uur kan halen. Kan verticaal opstijgen en landen. Piloot: Scott.
Thunderbird 2Een groot transportvliegtuig, dat kleinere reddingsvoertuigen zoals de Thunderbird 4 meeneemt. Heeft ook raketaandrijving, en kan ook verticaal stijgen of dalen. Piloot: Virgil.
Thunderbird 3Een raket bedoeld voor ruimtereddingen en voor contact met de Thunderbird 5. Wordt aan Thunderbird 5 gekoppeld, zoals dat veel later in het echt zou gebeuren met de MIR en ISS. Piloot: Alan.
Thunderbird 4Een gele duikboot met raketaandrijving, gedurende de serie de kleinste van de Thunderbirdmachines (alleen de Thunderbird 6 is nog kleiner). Wordt door Thunderbird 2 naar de plaats van actie vervoerd. Piloot: Gordon.
Thunderbird 5Een cirkelvormig ruimtestation. Voorloper van de echte ruimtestations MIR en ISS. De Thunderbird 5 is de grootste van de Thunderbirdmachines. Geen raketaandrijving. Bemand door John, soms afgelost door Alan.
Thunderbird 6Een vliegtuigje van het type Tiger Moth, dat alleen in de gelijknamige film Thunderbird 6 wordt gebruikt. Geen raketaandrijving.

### Andere machines
Kleinere machines - zonder Thunderbirdnummer
Voor reddingsacties worden er bovendien tal van kleinere machines gebruikt, die altijd door de Thunderbird 2 worden vervoerd. Bekende hiervan zijn de Mole en de Firefly.
FAB 1
De roze Rolls-Royce van Lady Penelope. Bestuurd door Parker.

## Personages

### De familie Tracy
Jeff TracyEx-astronaut, multimiljonair en de vader van de gebroeders Tracy. Jeff is het brein achter de organisatie en coördineert alle reddingsacties van achter zijn bureau.
Scott TracyDe oudste van de broers. Hij is piloot van de Thunderbird 1 en coastronaut van de Thunderbird 3. Bij afwezigheid van Jeff neemt Scott de leiding over de organisatie.
John TracyDe op een na oudste. Hij bemant meestal de Thunderbird 5, maar wordt af en toe afgewisseld door Alan.
Virgil TracyDe middelste van de broers en piloot van de Thunderbird 2. Virgil bestuurt ook vaak de andere reddingsmachines. Zijn hobby's zijn schilderen en pianospelen.
Gordon TracyDe aquanaut (kapitein) van de Thunderbird 4.
Alan TracyDe jongste van de gebroeders Tracy en astronaut van de Thunderbird 3.
OmaDe moeder van Jeff en oma van de gebroeders Tracy. Haar echte naam is Sally Tracy.
De titelfilm van elke aflevering toont de broers Tracy ook in deze volgorde, gevolgd door Brains en Lady Penelope (als Londense agente). Oma, Kyrano, Tin-Tin en Jeff worden niet in de titelfilm genoemd.

### Andere leden van de organisatie
BrainsDe geniale ontwerper van alle Thunderbirdmachines. Hij stottert en draagt een grote bril. Hij gaat soms ook mee op een reddingsmissie. Zijn echte naam is onbekend. In aflevering 29 gebruikte hij de schuilnaam Hiram K. Hackenbacker, en in de film Thunderbird 6 was het Mr. X. In de film uit 2004 was Hiram ook zijn echte naam.
Lady Penelope Creighton-WardEen adellijke dame en geheim agente van de organisatie. Ze woont in een villa net buiten Londen en gaat vaak voor International Rescue op een missie.
ParkerLady Penelopes butler en een ex-inbreker. Hij is een meester in het kraken van sloten en kluizen, iets dat tijdens zijn werk voor International Rescue nog weleens van pas komt. Heeft de bijnaam "de Neus". Parker is geïnspireerd op een ober die in een restaurant werkte waar de makers van de serie regelmatig gingen eten.
KyranoHalfbroer van the Hood en butler van de familie Tracy.
Tin-TinKyrano's dochter en assistent van Brains.

### Overige personen
The HoodDe aartsvijand van de Thunderbirds en halfbroer van Kyrano. Zijn hoofdplan is vaak om opnamen te maken van de Thunderbirds in actie en die dan te verkopen aan de hoogste bieder.

## Uitzending

### Oorspronkelijke uitzending
Een totaal van 32 afleveringen van Thunderbirds werd gemaakt tussen 1965 en 1966, hoewel de productie oorspronkelijk al in 1964 begon. De afleveringen werden gemaakt voor de Britse productiecompagnie ITC Entertainment, en uitgezonden op ATV.
De productie van Thunderbirds stopte plotseling in de herfst van 1966, toen het tweede seizoen nog maar zes afleveringen had. Dit was een beslissing gemaakt door Lew Grade na een mislukte poging de serie te verkopen in de Verenigde Staten. Volgens een rapport waren echter drie belangrijke Amerikaanse televisienetwerken, CBS, NBC en ABC, geïnteresseerd in de serie en Grade wilde ze tegen elkaar opzetten om een hogere prijs te kunnen vragen. Toen echter een van hen het plotseling af liet weten, haakten de andere twee ook af. Hoewel de serie in Engeland nog wel een hit was, vond Grade dat het te duur was geworden om nog door te gaan zonder interesse van Amerikaanse zenders.

### Uitzendingen in Nederland
In Nederland werd de serie uitgezonden vanaf september 1965 (eerder dan in Engeland) door de AVRO, één aflevering per maand, tot mei 1968. Na de zomervakantie van dat jaar zijn nog drie afleveringen herhaald.
De eerste tien afleveringen werden nog in zwart-wit uitgezonden en waren voorzien van Nederlandse stemmen, vanaf september 1967 waren ze in kleur (een van de weinige kleurenuitzendingen in die tijd – de aflevering Path of Destruction werd dagelijks zonder ondertiteling herhaald vanaf de Firato waar kleurentelevisie werd geïntroduceerd), maar in de originele Engelse uitvoering met Nederlandse ondertiteling.

### Huidige uitzendingen
Vandaag de dag wordt de serie in Engeland nog geregeld herhaald op BBC Two en op RTÉ Two in Ierland. Thunderbirds is ook zeer populair in Japan, waar het voor het eerst werd uitgezonden in 1966 door de zender NHK. Ongeveer drie jaar lang (2000–2003) zond het satellietkanaal Boomerang UK dagelijks afleveringen uit.
Thunderbirds werd tevens uitgezonden op het nu opgeheven Amerikaanse kabelnetwerk TechTV van 5 augustus 2002 tot 20 juni 2004. In Australië zond de zender Channel 9 de serie regelmatig uit in de jaren zeventig en tachtig, vooral op zaterdagochtend.

### Pogingen tot modernisering
Sommige versies van de serie die werden uitgezonden door Fox Network en Amerikaanse bedrijven in de jaren negentig gebruikten opnieuw ingesproken stemmen en muziek. Dit tot groot ongenoegen van oudere fans.
Nog beruchter onder fans was Turbocharged Thunderbirds, een compleet aangepaste versie van de serie die alleen in 1995 korte tijd werd uitgezonden. Vliegscènes werden versneld en de Thunderbirds leefden in een cyberwereld die "Thunderworld" werd genoemd. Ze stonden in contact met twee kinderen die deze Thunderworld bewaakten en de Thunderbirds opdrachten gaven. In deze serie werden alle oorspronkelijke dialogen vervangen door andere en werden nieuwe verhalen (van bedenkelijk niveau) verzonnen op bestaande scènes uit de oude serie. In The Uninvited zijn enkele archeologen opeens T-shirtverkopers op weg naar de volgende discotent. Gerry Anderson was razend en liefhebbers van de serie waren eveneens niet te spreken. Deze versie van de serie verdween dan ook net zo snel als dat hij gekomen was.
In 2000 werd de serie geremasterd met Dolby Surround-geluid en uitgebracht op dvd. Ook deze aanpassing werd niet overal even goed ontvangen, temeer daar de dvd-reeks niet de mogelijkheid had het oorspronkelijke monogeluid te kiezen als men de Dolby Surround-"verbeteringen" niet wilde horen. Dezelfde aanpassing wordt ook gebruikt voor de Britse BluRay-uitgave, die het 4:3-beeldformaat afsneed tot het populairdere 16:9, tot opnieuw ongenoegen van de fans. De beeldkwaliteit was wel veel beter en bereikte het niveau waarop te veel werd getoond van wat illusie had moeten blijven. In 2012 is in Japan opnieuw een BluRay-set uitgebracht in het correcte 4:3-formaat en met herstel van het originele mono-geluid naast het Dolby Surround-geluid. Bij enkele afleveringen loopt echter het geluid niet geheel synchroon.

### Nieuwe serie
In september 2005 begonnen geruchten de ronde te doen dat er een nieuwe Thunderbirds-serie zou uitkomen. Een QuickTime-videobestand getiteld Thunderbirds IR werd rond die tijd uitgebracht. Hierin werden enkele scènes getoond van een geplande nieuwe serie. De trailer was gemaakt met behulp van zowel de klassieke poppen als moderne computeranimatie. Gesuggereerd werd dat deze nieuwe Thunderbirds-serie in 2005 zou worden uitgebracht. Tot op heden is dit niet gebeurd onder dezelfde titel, maar is er wel een film uitgebracht onder de titel Team America: World Police. Deze laatste is een parodie van Trey Parker en Matt Stone (makers van South Park) gebaseerd op Thunderbirds, maar is wel degelijk sterk gemoderniseerd. Die film viel evenmin bij iedereen in goede aarde, omdat hij te grof zou zijn en niet het echte Thunderbirds-gevoel zou geven. In februari 2013 werd bekend dat ITV Studios werkte aan een nieuwe versie genaamd Thunderbirds Are Go. Deze nieuwe serie debuteerde uiteindelijk in april 2015 op de Britse televisie en op 17 januari 2016 in Nederland, op Zapp. In Vlaanderen kwam de serie op Ketnet op televisie. De serie maakt gebruik van CGI en live-actionmodellen.

### Nieuwe afleveringen
Op 11 juli 2015 werd bekend dat een groep filmmakers begonnen was met een project om nieuwe afleveringen te maken van de oorspronkelijke serie, met de originele poppen en stemmen. Het project werd aangekondigd op de website Kickstarter na goedkeuring door Sylvia Anderson. Voor de afleveringen werden hoorspellen van de Thunderbirds als basis gebruikt.
Deze drie afleveringen zijn op dezelfde manier en met dezelfde technieken gefilmd als de originele serie.
De werknaam was 'Thunderbird 1965' en de afleveringen zijn tot nu toe alleen op dvd en blu-ray uitgebracht voor diegenen die hebben meebetaald.
De drie afleveringen duren ongeveer 20-30 minuten per stuk en heten: 'Introducing Thunderbirds', 'The Abominable Snowman' en 'Stately Homes Robberies'.

## Bioscoopfilms
De populariteit van de serie leidde tot de productie van twee bioscoopfilms, financieel gesteund door United Artists. In 2004 verscheen tevens een live-actionfilm.
Geen van de films bleek een succes. De originele poppenversies uit 1966 en 1968 hadden goede poppen, modellen en effecten, maar bevatten te weinig verhaal en te weinig Thunderbirds-rampen, waardoor ze als televisieserie zo populair waren geworden. De live-actionfilm uit 2004 stamt uit de tijd dat allerlei bioscoopfilms gebaseerd op televisieseries werden uitgebracht – op een enkele na meestal onsuccesvol. Ook hier bleken de makers te weinig besef te hebben van wat de succesfactoren van de oorspronkelijke serie waren. Tezamen met het feit dat de producenten uit de Verenigde Staten kwamen en de oorspronkelijke serie nauwelijks kenden, leidde dit ertoe dat de film geen succes werd. De opmerking van regisseur Jonathan Frakes dat "this is not just a movie – it is an adventure, the first of many" is dan ook geen waarheid geworden.
- Thunderbirds Are Go (1966)
- Thunderbird 6 (1968)
- Thunderbirds (2004)

## Merchandising

### Speelgoed
Verschillende bedrijven, waaronder Matchbox en Dinky Toys, kregen toestemming om speelgoedmodellen van de Thunderbirdmachines en personages te maken. Deze bleken razend populair en vormen een van de bestverkochte merchandise-series ooit. De originele speelgoedmodellen van Thunderbirds zijn nu zeer zeldzaam en geliefd als verzamelobject.
In de jaren negentig maakte Matchbox wederom een grote hoeveelheid Thunderbirds-speelgoed om aan te sluiten op de heruitzendingen van de televisieserie. Deze nieuwe serie was vooral bedoeld voor buiten de Verenigde Staten. In Canada bracht het speelgoedbedrijf Vivid Imaginations in 2004 speelgoedmodellen uit in verband met de live-actionfilm die dat jaar in de bioscopen verscheen. In 2007 produceerden de Japanse bedrijven Konami en Takara nog altijd nieuw Thunderbirds-speelgoed gebaseerd op de oorspronkelijke televisieserie.

### Boeken
Een aantal boeken werd gepubliceerd gebaseerd op de televisieserie, vooral in 1966:
- Thunderbirds, John Theydon (pseudoniem voor John W. Jennison), 1966
- Calling Thunderbirds, Theydon, 1966
- Ring of Fire, Theydon, 1966
- Thunderbirds Are Go, Angus P. Allan, 1966 (boekversie van de gelijknamige film)
- Operation Asteroids, John W. Jennison, 1966
- Lost World, Jennison, 1966

In 1992 publiceerde Corgi Books boekversies van vier afleveringen, te weten The Uninvited, Brink of Disaster, Sun Probe en Atlantic Inferno.
Het personage Lady Penelope kreeg zelfs haar eigen boekenserie:
- A Gallery of Thieves, Kevin McGarry, 1966
- Cool for Danger, McGarry, 1966
- The Albanian Affair, John Theydon, 1967

Begin jaren negentig verscheen er ook een stripserie rond de Thunderbirds getiteld Thunderbirds: The Comic. De verhalen in deze strip waren zowel nieuwe verhalen als stripversies van enkele televisieafleveringen.

## Thunderbirds vandaag
De serie Thunderbirds is wereldwijd een cult geworden en is populair bij zowel kinderen als volwassenen. Dit komt deels doordat de serie, hoewel hij voor een kinderserie moest doorgaan, niet uitsluitend op kinderen gericht is. De serie heeft geen kinderen als hoofdpersonages (sterker nog: slechts 4 van de 32 afleveringen bevatten kindpersonages: City of Fire, Cry Wolf, Security Hazard en Give or Take a Million) en de serie werd destijds al gemaakt tot vermaak voor de hele familie.
Hoewel de serie niet zo bloederig was als het navolgende Captain Scarlet and the Mysterons, kwam het wel regelmatig voor dat personages overleden (door een ongeluk of moord) en er vernietiging op grote schaal plaatsvond. Veel van de thema's in de serie zijn tegenwoordig nog altijd relevant, zoals vliegtuigen die worden gesaboteerd (Trapped in the Sky), gekaapt (Alias Mr. Hackenbacker) of in zee storten en naar de bodem zinken met de inzittenden nog aan boord (Operation Crash-Dive). Ook kernrampen (The Mighty Atom en 30 Minutes After Noon) zijn nog altijd relevant.

## Afgeleiden, referenties en parodieën
- Omdat de serie eveneens in Japan aansloeg, werd daar een animatieserie gemaakt gebaseerd op de oorspronkelijke serie getiteld Thunderbirds 2086. Maar behalve de titel had deze serie niets te maken met Gerry Andersons serie.
- In 1986 gebruikt de band Wax fragmenten uit de aflevering Perils of Penelope in hun videoclip van het nummer 'Right Between the Eyes'.
- In 1990 gebruikte de Britse autoverzekeringsmaatschappij Swinton de Thunderbirds voor een reclamespotje. In het filmpje heeft Parker blijkbaar een dagje vrij en moet Lady Penelope zelf de FAB 1 besturen, waarbij ze onvermijdelijke schade veroorzaakt.
- In 1993 gebruikte het voedingsmiddelenbedrijf Nestlé de Thunderbirds in een reclamespotje voor KitKat. Hierin ziet men de traditionele aftelling van 5 naar 1 zoals in de opening van elke aflevering, alleen bij de woorden "Thunderbirds Are Go" stijgt de Thunderbird 1 niet op. Vervolgens ziet men Scott in de cockpit van de Thunderbird 1 rustig genieten van een stuk KitKat.
- In 1993 gebruikte het restaurant Pizza Hut de personages Virgil, Gordon en John als promotie voor hun actie genaamd Thunderbirdsmeal. In het filmpje vliegen de twee in Thunderbird 2. Gordon drukt per ongeluk op een foute knop en de missie valt (letterlijk) in het water. Maar in plaats van de missie proberen te redden, gaan ze naar de Pizza Hut. Na het voorstellen van het menu ziet men ze daar zitten en belt John om te vragen of ze hem niet vergeten zijn. Virgil antwoordt dat hij meteen komt. Aan het einde zien we hem met een scooter en pizza's naar boven rijden in het donker.
- In 2005 maakten de makers van de animatieserie South Park de film Team America: World Police, waarin dezelfde supermarionation-techniek als die uit Thunderbirds werd toegepast. Qua techniek had de film alle ingrediënten die de live-actionfilm uit 2004 zo node miste.
- Ter ondersteuning van de serie (en eerdere en latere supermarionation-series) werd in Groot-Brittannië het jeugdblad TV21 uitgegeven. In Nederland had TV21 een lokale variant, TV2000 geheten. Daarin waren naast Thunderbirds ook strips van andere op de Nederlandse televisie uitgezonden series opgenomen, als Thierry la Fronde, The Man from U.N.C.L.E., Batman en Daktari.
- In 1991 gebruikte de Britse band Dire Straits de Thunderbirds-marionetten voor de videoclip van hun nummer Calling Elvis. Gerry Anderson hielp zelf mee aan deze videoclip.
- Voertuigen die op de Thunderbirdmachines lijken, komen in tal van andere series en films voor. Voorbeelden van dergelijke series zijn Futurama, Sonic X en Nadia: The Secret of Blue Water.
- Een Britse voorlichtingsfilm uit 2001 bevatte de Thunderbirds-personages. De film toonde hoe FAB 1 een wielklem kreeg omdat Lady Penelope haar wegenbelasting niet had betaald.
- In 2008 gebruikte de Britse opticienketen Specsavers de poppen van Virgil en The Hood om reclame te maken voor hun nieuwe Reactionlenzen. In het reclamefilmpje vliegen Virgil en The Hood met jetpacks door een tunnel. Zodra ze de tunnel verlaten, kleurt Virgils bril zwart, zodat hij geen last heeft van de zon. The Hood wordt echter verblind daar hij niet zo'n bril op heeft, en botst tegen een berg.
- Eveneens in 2008 gebruikte de Britse softdrinkproducent Britvic de Brainspop in een reclameboodschap voor bronwater. In het filmpje danst Brains op de muziek van Rhythm Is a Dancer. Halverwege stopt hij even om wat bronwater te drinken onder het motto "Brains perform best when they're hydrated".
- Het reisbureau Travelcare gebruikte de Thunderbird 1 en zijn bekende lancering van onder een zwembad in een reclamefilmpje. Hierin ziet men twee vrouwen een duik nemen in een zwembad, waarna het zwembad plotseling opzijschuift en de Thunderbird 1 tevoorschijn komt. De dames rennen gillend weg terwijl de Thunderbird 1 achter hen opstijgt.
- De Australische band TISM bracht een single uit getiteld Thunderbirds Are Coming Out. In deze single wordt een tiener beschreven die na het zien van Thunderbirds op televisie besluit zijn leven te veranderen.